# Brighton Pavilion
Pour les articles homonymes, voir Pavillon.
Le Royal Pavilion (parfois appelé le Brighton Pavilion) est une ancienne résidence royale située à Brighton au Royaume-Uni. Il fut construit au début du XIXe siècle pour le prince régent et futur roi George IV comme une résidence de bord de mer. Conçu dans  un style architectural exotique, le dessin et l'allure générale du pavillon est de style anglo-indien, style très répandu en Inde pratiquement pendant tout le XIXe siècle.

## Histoire
Le prince régent, futur roi George IV, visita d'abord Brighton en 1783 sur les conseils de médecins lui recommandant l'air marin pour soigner sa goutte. En 1786 il loua une ferme dans la région d'Old Steine près de Brighton. Loin de la cour de Londres, le pavillon était aussi un lieu discret pour le prince qui nourrissait une relation avec Mrs Fitzherbert, sa maîtresse de longue date. Le prince aurait aimé l'épouser, et l'a peut-être d'ailleurs même fait secrètement, mais ce mariage était ou aurait été illégal à cause de la confession catholique de sa maîtresse.
Henry Holland fut rapidement chargé de l'agrandissement du bâtiment. Le prince acquit les terrains autour de la propriété, sur lesquels il construisit en 1803 de grandes écuries et des étables dans un style indien selon des dessins de William Por.
Entre 1815 et 1822, John Nash redessina le palais. C'est son travail que l'on peut admirer aujourd'hui. Ce qui est frappant en pleine campagne anglaise est que cet édifice ressemble de l'extérieur à un palais indien, tout comme Sezincote House, que le prince visita en 1807 et dont il choisit de s'inspirer. Cependant la décoration intérieure fantaisiste, originellement conçue par la société de Frederick Crace et Robert Jones, combina les influences chinoise et indienne, avec des éléments architecturaux islamiques et moghols. C'est l'un des premiers exemples de l'inspiration exotique qui va devenir une alternative au goût majoritairement néoclassique du style Regency.

## Fonctionnement du palais sous George IV
Le Royal Pavillon servait à organiser des banquets au temps du règne de George IV. Les banquets commençaient à 18 h. En attendant l'heure, les invités patientaient dans le hall (les femmes assises et les hommes debout). Georges IV venait ensuite les accueillir et les menait dans la grande salle à manger. Il s'asseyait en milieu de tablée, plutôt qu'au bout, ce qui lui permettait de s'entourer de jolies femmes et d'avoir tout le monde à portée de vue (il trouvait cela plus convivial). On distinguait sa chaise parmi les autres car elle était plus grande (il était le roi). Après le dîner, le prince conduisait ses invités dans les  trois salons ; les invités trouvaient toujours que les salons ne valaient pas le reste du pavillon car le plafond était moins haut (ils avaient d'ailleurs raison car les trois salons se trouvent là où était dressée la villa d'origine : George IV l'avait fait agrandir pour constituer le Royal Pavillon). Dans l'un de ces salons se trouvait un piano ; George IV adorait la musique, en particulier le chant, et il chantait souvent à la fin des repas, tout en affichant une expression suggérant l'émotion appropriée à chaque chant, ce qui prouvait son amour pour la « vertu » évoquée. Ensuite il accompagnait ses invités dans la salle de musique où son orchestre donnait un concert. Certains invités restaient dormir, mais ils n'étaient pas nombreux car les chambres étaient à l'étage, beaucoup moins spacieux que le rez-de-chaussée.

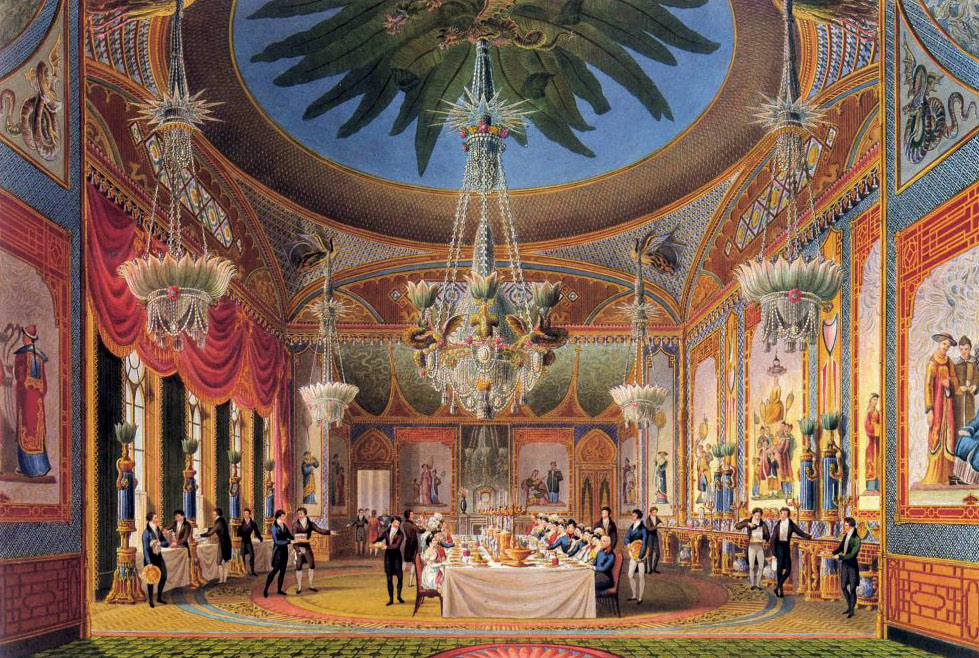
La salle des banquets, richement décorée par l'architecte John Nash.

Les domestiques, au nombre de cent quatre-vingts, se déplaçaient le plus discrètement possible en utilisant un réseau de couloirs de service.

Quant aux cuisines du palais, elles étaient immenses et le prince en était très fier ; il les faisait visiter à ses invités. Son attitude était considérée comme excentrique : il était mal vu pour un prince de se rendre dans les cuisines.

## Acquisition de Brighton
À la mort de George IV en 1830, son successeur Guillaume IV résida aussi dans le pavillon lors de ses séjours à Brighton. Cependant, après la dernière visite de la reine Victoria à Brighton en 1845, le gouvernement décida de vendre le bâtiment et ses terres. Une grande partie de la collection d'objets d'art qui ornait les intérieurs fut emportée par la reine. Cependant les Brighton Commissioners (commissionnaires de Brighton) et the Brighton Vestry (la sacristie de Brighton) firent une pétition qui aboutit, demandant au gouvernement de vendre le pavillon à la ville pour 53 000 £ en 1849 selon le Brighton Improvement (Purchase of the Royal Pavilion and Grounds) Act 1830. Les restaurateurs demandèrent par la suite à la reine d'Angleterre de récupérer certaines pièces, des tables par exemple. Le papier peint a entièrement été refait, de même que les tapis et les planchers. Aujourd'hui les pièces du Royal Pavilion sont un mélange d'éléments authentiques et de reproductions.

## Usage ultérieur
Durant la Première Guerre mondiale, le pavillon servit d'hôpital aux soldats indiens et antillais blessés. Les soldats hindous et sikhs morts furent incinérés sur le Downs au nord de Brighton où un mémorial rappelant le style du Royal Pavilion fut construit en leur mémoire (plan).
Le pavillon est ouvert aux visiteurs et se loue pour des conférences éducatives, des banquets ou des mariages. Il existe des tarifs réduits pour les habitants locaux en hiver.